# هاني براون
هاني براون (بالإنجليزية: Honey Brown)‏ (1972)؛ كاتِبة وروائية أسترالية.